# Aumônier de l'United States Coast Guard
Le grade d’aumônier de l’United States Coast Guard, en anglais : Chaplain of the United State Coast Guard (CHCG), est un grade de l’United States Coast Guard qui correspond au titre d’aumônier général de cette branche. Il est rattaché directement au quartier général de la garde côtière à Washington, en tant qu’officier du corps des aumôniers de l’United States Navy (United States Navy Chaplain Corps) répondant directement du commandant de l'United States Coast Guard.
L’actuel titulaire de ce poste est le capitaine Thomas J. Walcott.

## Missions
La mission de l’aumônier général est de servir de conseiller au commandant de l’United States Coast Guard à propos des questions relevant du service de l’aumônerie et des croyances relatives au personnel du Coast Guard. Ils servent également de relai entre les autorités religieuses civiles, les communautés, agence et organisations.
L’United States Coast Guard ne dispose pas de son propre corps d’aumônerie. Les aumôniers de l’United States Navy et du Public Health Service proviennent de l’United States Navy Chaplain Corps et sont assignés à des unités particulières du Coast Guard. Un manuel spécifique à la garde côtière (le Chaplains Orientation Manual) permet de guider ces officiers dans la bonne réalisation de leurs tâches.
Les aumôniers proviennent de différentes croyances.

## Liste

### Tableau
| Rang | Photographie | Grade     | Nom                     | Période                      |
| ---- | ------------ | --------- | ----------------------- | ---------------------------- |
| 1    |              | Capitaine | Eddie B. Moran          | 1983 - 1986                  |
| 2    |              | Capitaine | Richard A. Plishker     | 1986 - 1989                  |
| 3    |              | Capitaine | James G. Goode          | 1989 - 1992                  |
| 4    |              | Capitaine | Thomas K. Chadwick      | 1992 - 1995                  |
| 5    |              | Capitaine | Skip Blancett           | 1995 - 1998                  |
| 6    |              | Capitaine | Leroy Gilbert           | 1998 - 2002                  |
| 7    |              | Capitaine | Wilbur C. Douglass, III | 2002 - 2006                  |
| 8    |              | Capitaine | William F. Cuddy, Jr.   | 2006 - 2010                  |
| 9    |              | Capitaine | Gary P. Weeden          | 11 juin 2010 - mars 2014     |
| 10   |              | Capitaine | Gregory N. Todd         | 23 juin 2014 - 12 avril 2018 |
| 11   |              | Capitaine | Thomas J. Walcott       | 12 avril 2018 - présent      |